# 華夏意匠
《華夏意匠：中國古典建築設計原理分析》，簡稱《華夏意匠》，是一本以現代建築的觀點和理論來分析中國古典建築設計問題的知名著作。作者是建築師李允鉌。這本書執筆於20世紀70年代中期，首次出版於1982年，是當時同類中文著作中鳳毛麟角的例子。
全書為16開本，共447頁，圖版577項，內容豐富，圖文並茂。正文分12章，共64節，理論框架比較系統和全面，條理清晰，深入淺出，既介紹了基礎知識，又闡明了作者的見解。書本面世以來，多次重印，流傳較廣，影響較大，是一本經常被推荐的

和被引用的

參考書。
《華夏意匠》雖是中文著作，但其香港版的封面印有英文書名 Cathay's Idea: Design Theory of Chinese Classical Architecture。

## 主要內容

《華夏意匠》廣角鏡1984年版封面
其中建築模型附說明文字：匠人營國，方九里，旁三門，國中九經九緯，經涂九軌，左祖右社，面朝後市。

- 卷首語
- 第一章　基本問題的討論
  - 中國·傳統·建築
  - 中國文化和中國建築
  - 中國建築和西方建築
  - 木結構發展的歷史原因
  - 建築的思想和政策
  - 影響形制的特殊因素
- 第二章　總釋
  - 中國的文字和建築
  - 名詞和術語的變遷
  - 建築物的類型和名稱
  - 「門堂之制」及其他
  - 台觀的發展和意向
- 第三章　分類概述
  - 建築物的性格和分類
  - 住宅和房屋功能的演變
  - 宮殿和宮城
  - 禮制建築
  - 佛寺·浮屠及其他
  - 商業建築的集中和分散
  - 古代為科技及工業服務的建築物
- 第四章　平面
  - 建築平面的構成
  - 單座建築的平面
  - 建築群平面
  - 典型的平面制式
  - 佈局的組織和程序的安排
- 第五章　立面
  - 建築立面的構圖
  - 立面構圖的組織和展開
  - 台基
  - 屋身
  - 屋頂
- 第六章　結構與構造
  - 結構·構造的設計
  - 結構原則的演變
  - 材料的選擇和標準的制定
  - 構件的形制
  - 屋面的構造和屋面的曲線
- 第七章　主要構件的形制
  - 柱和柱礎
  - 斗拱
  - 雀替·駝峰和隔架
  - 欄杆
  - 檻框和格扇
- 第八章　色彩·裝飾及「內檐裝修」
  - 色彩的由來
  - 裝飾和彩畫
  - 天花和藻井
  - 門窗
  - 隔斷
- 第九章　園林建築
  - 設計思想和意念
  - 歷史的基礎
  - 構圖的原則
  - 園的構成元素
  - 「園群」的組織
- 第十章　房屋以外的建築物
  - 非房屋建築
  - 城牆和城樓
  - 橋及「橋屋」
  - 「塔廟」及「塔墳」
  - 陵堂與墓室
- 第十一章　城市規劃
  - 古代的城市和規劃
  - 都城的盛衰和興亡
  - 城市形狀的產生和變遷
  - 城市的內容和組織
  - 道路網和城市的佈局
- 第十二章　設計·施工·研究和著述
  - 建築師和城市規劃家
  - 古代的建築設計工作
  - 古代的建築施工工作
  - 古代有關建築的研究和著述
  - 近代有關中國古典建築的研究和著述
  - 發展的終結和傳統的繼承

## 版本
- 李允鉌. . 香港: 廣角鏡出版社. 1982: 447 （中文（繁體））.
- 李允鉌.  （修訂版）. 香港: 廣角鏡出版社. 1984: 447. ISBN 962-226-012-8 （中文（繁體））.
- 李允鉌.  （修訂版）. 深圳: 中國建築工業出版社. 1985: 447. 統一書號 4838 （中文（繁體））.
- 李允鉌.  （修訂版）. 天津: 天津大学出版社. 2005: 447. ISBN 9787561819029 （中文（简体））.